# Швейцарский колледж Франклина
Швейцарский колледж Франклина (англ. Franklin College Switzerland, FC, англ. The American University in Lugano) — частный колледж свободных искусств (Liberal arts college), расположенный в Лугано, в итальянской части Швейцарии. Аккредитован Конференцией ректоров швейцарских университетов (CRUS) присваивать степень бакалавра искусств по ряду специальностей.

## Обучение по специальностям
Швейцарский колледж Франклина присваивает степень бакалавра искусств по следующим специальностям:
- История искусств,
- История и литература,
- Международное банковское дело и финансы,
- Международные связи,
- Мировая экономика,
- Международный менеджмент,
- Международные отношения,
- Литература,
- Современные языки (французский, итальянский),
- Визуальные и коммуникационные искусства.